# Concepción (miasto w Paragwaju)
Concepción – miasto w środkowym Paragwaju, położone na wschodnim brzegu rzeki Paragwaj. Ośrodek administracyjny departamentu Concepción. Ludność: 45,1 tys. (2002).
Miasto zostało założone w 1773. Obecnie stanowi ważny ośrodek handlowy i przemysłowy tej części kraju. Rozwinął się tutaj przemysł drzewny, garbarski, spożywczy i rolny.